# Kościół Podwyższenia Krzyża Świętego w Wyganowie
Kościół Podwyższenia Krzyża Świętego w Wyganowie – rzymskokatolicki kościół parafialny należący do parafii pod tym samym wezwaniem (dekanat Krotoszyn diecezji kaliskiej).
Obecnie istniejący kościół został ufundowany w 1818 roku przez Stanisława Rembowskiego i Marię Annę de Riboute Poullin, właścicielkę pobliskich Targoszyc. W tym samym roku dziekan z Kobylina i tamtejszy proboszcz ks. Wiśniewski poświęcił budowlę pod wezwaniem Podwyższenia Krzyża Świętego. Świątynia została wzniesiona w stylu neogotyckim, na planie prostokąta. Jej wnętrze składa się z nawy i prezbiterium zamkniętego prostą ścianą. Z kolei trójkondygnacyjna, masywna wieża nakryta jest wysokim dachem w kształcie ostrosłupa z kulą i krzyżem. W wieży znajdują się ostrołukowe okna dźwiękowe i koliste blendy. Podobnie zamknięte okna są umieszczone również w nawie i prezbiterium. Z kolei nawa i prezbiterium nakryte są dachami dwuspadowymi. Wnętrze świątyni nakryte jest płaskim stropem podpartym sześcioma dębowymi kolumnami ze złoconymi kapitelami.
W ołtarzu głównym znajduje się obraz Jezusa umierającego na krzyżu, w lewym ołtarzu bocznym jest umieszczony obraz św. Rocha z psem, a w prawym ołtarzu bocznym jest zawieszony obraz Matki Bożej z Dzieciątkiem Jezus.